# Толедо (сериал, 2012)
«Толедо» (исп. Toledo, cruce de destinos) — испанский исторический телесериал, снятый режиссером Эмилио Диесом в 2012 году.
Телевизионный фильм (сериал) состоит из тринадцати серий.

## Синопсис
В основу сюжета легли исторические события второй половины 13 века, имевших место в Испании. Действие происходит в столице 
Кастилии — Толедо, в период правления короля Альфонсо X. Кастилия, ослабленная внутренними распрями, дворцовыми интригами и заговорами, продолжает противостоять маврам. В фильме также показан период мирного сосуществования представителей разных конфессий (христианство, ислам, иудаизм) и культур в одной стране.

### Список серий
1 серия. "Регресс". Дата выхода в эфир 10 января 2012 года. Посмотрело 3541 тыс. зрителей.
2 серия. "Договор".  17 января 2012 года. Посмотрело 3102 тыс. зрителей.
3 серия. "Пересечение судеб". 24 января 2012 года. Посмотрело 2524 тыс. зрителей.
4 серия. "Договор лжи". 31 января 2012 года. Посмотрело 2442 тыс. зрителей. 
5.серия. "Судьба".  7 февраля 2012 года. Посмотрело 2449 тыс. зрителей.
6 серия. "Огонь Святого Антонио". 14 февраля 2012 года. Посмотрело 2430 тыс. зрителей.
7 серия. "Аквитания".  21 февраля 2012 года. Посмотрело 2287 тыс. зрителей.
8 серия. "Звездная буря".  28 февраля 2012 года.  Посмотрело  2161 тыс.
зрителей.
9 серия.  "Измена".  6 марта 2012 года.  Посмотрело 2335 тыс. зрителей.
10 серия. "Последний тамплиер". 13 марта 2012 года. Посмотрело 2368 тыс. зрителей.
11 серия. "Вина". 20 марта 2012 года. Посмотрело 2196 тыс. зрителей.
12 серия. "Выкуп". 27 марта 2012 года. Посмотрело 2267 тыс. зрителей.
13 серия. "Последняя битва". 3 апреля 2012 года. Посмотрело 2084 тыс. зрителей.

## В ролях
- Хуан Диего — Альфонсо X
- Эдуардо Фарело — Родриго
- Патрисия Вико — супруга Альфонсо X, Виоланта
- Фернандо Кайо — Конде де Миранда
- Рубен Очандиано — архиепископ Олива
- Алекс Ангуло — Авраам
- Макси Иглесиас — Мартин
- Хайме Олиас — Фернандо
- Даниэль Ольгин — Абу Барк
- Петра Мартинес — Эльвира
- Мигель Барбера — Санчо
- Пауло Кансио — Диана
- Марио Ведоя — Талик
- Беатрис Вальонрат — Бланка
- Адриан Экспосито — Кристобаль
- Паула Рего — Фатима
- Элена Ривера — Беатрис
- Карлос Серрано — Умберто
- Нурия Гаго — Кристина
- Лаия Коста — Аврора
- Луи Блэк Вулвз — судебный вассал
- Эва Мартин — Барбара
- Анхела дель Сальто — Сусана
- Давид Вильярако — тамплиер
- Фердинанд Бардера — прапорщик из Аквитании

В эпизодах
Куко Усин, Мэгги Чивантос, Марта Лопес, Андреа Дуэсо, Кристиан Валенсия, Феликс Куберо, Насер Салех, Антонио Саласар, Пако Пастор Гомес, Исраэль Элехальде, Элена Ирурета, Пепо Олива, Мигель Диосдадо, Карим Айт М'Ханд, Фатима Баэса, Анхель Баэна, Марио де ла Роса, Хоан Франк Чарансоннет, Чема дель Барко, Жорди Брунете, Хуан Фран Дорадо, Лаура Ортега, Рой Делипиани, Томас Кальеха, Рикардо де Баррейро, Мануэль Мойя, Пако Инестроса, Хуан Монтилья, Игнасио Хименес, Сара Хименес, Мигель Гарсия Борда, Рауль Хименес, Пилар Гомес, Аюб эль Хилали, Виктор Мендоса, Сара Саламо, Аджай Джети, Элеасар Ортис, Алекс Молеро, Мэри Майкл, Стивен Сити, Ева Маркин, Матиас Готор, Виолета Перес, Саид эль Муден, Хоакин Техадо, Джозеф Луи Стивен, Клавдий Паскуаль, Артуро Керехета, Пако Луке, Марк Парехо, Луис Рамон Гарсия,  Аида Пане, Серхио Кастельянос, Каролина Перальта, Виктория Пирс, Бальбина дель Росарио, Саид Тайби, Анхель Сабин, Мигель Анхель Фернандес, Виктория Хименес-Гервос, Лаура Лопес,
Ясин Сераван, Марта Лопес, Мигель Кальво, Алексис Сантана.

## Съемочная группа
Режиссер: Эмилио Диес.
Продюсеры: Карлос Гомес, Альтор Монтанчес.
Директор: Луис Сантамария.
Операторы: Бернат Бош, Мигель Анхель Мора.
Монтажеры: Алисия Гонсалес Саагун,  Сильвия Писсаро, Давид Ниевес.
Дизайнер продукции: Давид Темпрано.
Декоратор: Мигель Чичарро.
Дизайнер по костюмам: Бина Дайгелер.
Гримеры: Арранча Фернандес, Ревека Фернандес, Рауль Гальего, Тоно Гарсон, Хосе Кетглас, Патрисия Родригес, Лола Дамас, Монтсе Дамас, Ной Монтес, Лурдес Перес Брионес.
Менеджер производства: M.A. Caballero Bird, Пабло Перес Гонсалес, Горка Леон, Исаак Кантеро.
Ассистенты режиссера: Ициар Аскоага, Лукас Ларочча, Диана Маган, Паула Мартинес-Аспиасу, Хесус Молина, Антонио Роман Дорадо, Антонио Гонсало Кирога, Карлес Урхель, Сара Крус, Кике Оньяте, Хуан Мануэль Родригес Пачон.
Художники: Альберто Диас Бачильер, Энрике Мелия, Луис Сорандо, Луис Вальегуадо, Давид Моедано, Хулиан Морено, Хавьер Тапиа, Хорхе Бехега, Мигель Чичарро, Элена де Фелипе, Давид Диас Альбар, Хорхе Гонсалес Саэнс, Хорхе Гонсалес, Педро Гихарро, Хулиан Мартин, Бланка Мартинес Лопес, Хосе Морено, Хулиан Муньос, Хуан Паломарес, Андрес Перес Сантос, Оскар Санмартин, Селия Санчес Фернандес, Сантьяго Санчес, Томас Санчес, Густаво Террон, 
Хавьер Толедо, Ракель Вега Руис, Тито Видаль, Хоако Вихиьл, Гонсало Авила.
Звукооператоры: Кристиан Аморес, Эмилио Карраско Морено, Мануэль Корралес, Роберто Касерес, Гонсало де ла Фуэнте, Серхио Фернандес, Хайме Льянос, Родриго Мадригаль, Игнасио Роман Муньос, Симон Перес, Хорхе Адрадос, Хосе Луис Каналехо.
Специалисты по спецэффектам:
Пау Коста, Элой Сервера.
Специалисты по визуальным эффектам: Люсия Вальдивьесо, Лаура Бетенкурт, Исидро Хименес, Даниэль де Мадрид, Рамон Сервера, Telson S.L., Рамон Даса, Хавьер Мартинес Кальва, Фернандо Серрано, Хавьер Лопес Касадо, Томас Арандо, Гонсало Мур, Натали Симонетти.
Каскадеры: Анхель Гомес де ла Торре, Доминго Бельтран, Куко Усин, Игнасио Эрраес, Сесар Солар, Алехандро Лопес Эстасио, Антонио Арнальте, Камино Гарсия, Альваро Эрнандес Арриеро, Виктор Леон, Маркос Лоренте, Хосе Антонио Онья Санчес, Рикардо Рокка.
Ассистенты оператора: Марио Барросо, Карлос Себриан, Рикардо де Грасиа, Мария Анхелес Гарсия, Родриго Лоро Эскрибано, Маку Лопес, Мигель Майсер, Фернандо Наварро Лирас, Рабио Рубио, Ревека Санчес, Уго Техадос, Росио Фернандес, Альба Валье, Рубен Акордагоитиа, Мигель Анхель Мора, Хорхе Агеро, Хавьер Серда, Серхио Андрес, Ревека Фернандес, Хуан Рамос, Антонио Салас Санмарфуль.
Прочие специалисты: Эва Лейра, Йоланда Серрано, Пилар Мойя, Летисия Криадо, Эва Фервенса, Летисия Апарисио, Мария Чека, Ана Куэрда, Эдгар Молинос, Сара Медранос, Исабель Кано, Мария Хосе Мартин, Ракель Мартин, Сильвия Торральба, Сидвино Сото, Моника Г. Беррендо,  Ян Гарритсен, Монтсеррат Лобера, Паула Рока, Ана Бласкес, Сильвия Лосано, Мария Хосе Мартинес Руис, Антонио Рамон, Элиа Кабальеро, Хайме Гарсия, Сандра Норьега, Эухенио Перес, Пилар Гомес, Хосе Мигель Мерино де Касерес, Кике Гомес.

## Распространение
Официальным дистрибьютером по показу фильма является компания Antena 3 Television (2012, Испания, TV)